# Holm (Als)
 For alternative betydninger, se holm. (Se også artikler, som begynder med holm)
Holm  er en landsby på nordspidsen af Als med 388 indbyggere  (2024), beliggende i Nordborg Sogn. Landsbyen ligger i Sønderborg Kommune og tilhører Region Syddanmark.
Holm er som resten af Nordals præget af udviklingen på Danfoss. Der er foruden landbrug flere mindre firmaer og en voksende turime.
Byen huser bl.a. Lindeværftet, hvor man har foretaget en rekonstruktion af Hjortspringsbåden, der menes at være Nordens ældste plankbyggede båd. Originalen var en såkaldt krigskano, der blev ofret til guderne i Hjortspring mose ved Svenstrup omkring 350 f.Kr. Den er 18 meter lang og har plads til 22 personer.
Den fredede i 2001 Jollmands Gård er et eksempel på den alsiske byggestil omkring år 1800. Stuehuset er bygget sammen med stalden. I øst krummer laderne sig sammen om en lille gårdsplads. I 1700-tallet var gården i bindingsværk. Det er gårdens lader stadig. Omkring 1800 blev sydsiden muret op med mursten. 1997 testamenterede ejeren Peter Jollmand gården til en fond drevet af frivillige.
Fra 2002 til 2011 blev bygningerne restaureret og står i nutiden som den har set ud i 1790.
I Dyvig ved lystbådehavnen ligger Dyvig Badehotel med restaurant og værelser.

## Historie
Holm nævnes i 1196, hvor kong Knud VI lader fire gårde i Holm overgå til Guldholm Kloster i Slesvig.
1403 er der 25 fæstebønder. 1564 ejer hertug Hans den yngre alle gårdene, som medfører øgede udgifter og hårdere hoveri.
1604 nedbrændte 7 fæstegårde i den sydlige del af byen.
1730 overtager kongen Nordborg Len og hoveriet bliver lettere.
1942 blev der under en luftkamp mellem allierede og tyske fly nedkastet bomber i Holm, flere bygninger blev skadet, men ingen mennesker omkom.
Under tilbageflyvningen fra et bombetogt natten til den 18. august 1943 mod Peenemünde, blev tre RAF Avro Lancaster-bombefly skudt ned. Det ene fly styrtede ned ved Holm. De syv ombordværende døde ved styrtet og er blevet begravede på Aabenraa Kirkegård. Den 17. august 2003 indviede Holm Sogneforening, en mindesten ved Holm for flystyrtet.
Andelmejeriet fra 1888 nedlægges 1966, og 1988 lukker den sidste købmandsforretning.

## Galleri
- Spindekone på Jollmands Gård i folkedragt fra Holm